# Alberto Ortega Martín
Alberto Ortega Martín (Madrid, 14 de novembre de 1962) és un arquebisbe catòlic, diplomàtic, canonista, teòleg i filòsof espanyol. És membre de Comunió i Alliberament, pertany al Servei Diplomàtic de la Santa Seu. Des del 2015, nomenat pel papa Francesc, és arquebisbe titular de Midila i nunci apostòlic a Jordània i Iraq.

## Biografia
Des de jove va decidir entrar al seminari i després de fer-hi la formació eclesiàstica fou ordenat el 28 d'abril del 1990 per l'aleshores cardenal i arquebisbe Ángel Suquía Goicoechea.
Des de la seva ordenació és membre de l'organització catòlica Comunió i Alliberament. Estudià filosofia i teologia i obtingué un doctorat en dret canònic. El 1993 es traslladà a Roma, on estigué preparant la seva carrera diplomàtica a l'Acadèmia Pontifícia Eclesiàstica.
A partir de l'1 de juliol del 1997 entrà a treballar al Servei Diplomàtic de la Santa Seu com a conseller de la nunciatura apostòlica de Nicaragua i de seguida fou secretari de les nunciatures de Sud-àfrica i del Líban. El 2004 passà a la Secretaria d'Estat de la Santa Seu, on el 2007 es convertí en director de la Secretaria per a les Delegacions del Nord d'Àfrica i la península aràbiga. Cal destacar que durant aquells anys coordinà la Secció de Relacions amb els Estats i ha estat partícip en les negociacions per solucionar el conflicte entre Israel i Palestina.
Des de l'1 d'agost del 2015, després de ser nomenat pel papa Francesc, és arquebisbe titular de Midila (Algèria) i nunci apostòlic a Jordània i Iraq. Rebé la consagració episcopal el 10 d'octubre d'aquell any a mans del cardenal Pietro Parolin.